# Церемония закрытия летних Олимпийских игр 2020
Церемония закрытия тридцать вторых летних Олимпийских игр 2020 состоялась вечером в воскресенье 8 августа 2021 года на Японском национальном стадионе, в городе Токио. Она стартовала в 20:00 по местному времени. Игры официально закрыл глава Международного олимпийского комитета Томас Бах.
Глава МОК Томас Бах передал олимпийский флаг мэру Парижа Анн Идальго. Олимпиада-2024 пройдет с 26 июля по 11 августа.

## Особенности
- Впервые церемония прошла без зрителей из-за пандемии коронавирусной инфекции.
- Знаменосец сборной России двукратный чемпион Абдулрашид Садулаев из-за санкций вместо флага России пронёс по олимпийскому стадиону флаг Олимпийского комитета[1].